# Керузеле
Керузеле (пол. Kieruzele) — село в Польщі, у гміні Щерцув Белхатовського повіту Лодзинського воєводства.
Населення — 106 осіб (2011).
У 1975—1998 роках село належало до Пйотрковського воєводства.

## Демографія
Демографічна структура станом на 31 березня 2011 року:
|          | Загалом | Допрацездатний вік | Працездатний вік | Постпрацездатний вік |
| -------- | ------- | ------------------ | ---------------- | -------------------- |
| Чоловіки | 46      | 11                 | 29               | 6                    |
| Жінки    | 60      | 13                 | 28               | 19                   |
| Разом    | 106     | 24                 | 57               | 25                   |